# 胡維霖
胡維霖（16世紀—17世紀），字夢說，號檗山，江西瑞州府新昌縣人，明朝、南明政治人物。

## 生平
胡維霖是萬曆四十年（1612年）的舉人，次年（1613年）聯捷進士，獲授工部屯田司主事，陞營繕司員外郎，負責監修殿門，節省億萬費用。外任湖廣黃州府知府，調任順德府。天啓五年（1625年）正月升浙江杭嚴兵備副使，六年十月以浙江巡抚请奏，加浙江右参政，仍管杭严兵巡道事，七年八月升湖广按察使，管武昌道。崇祯初，升浙江右布政使，崇祯四年五月转左布政使，請求辭官歸鄉。
後來胡維霖獲起用福建左布政使，分守建南道，密授建陽知縣黃國琦計謀，令流賊百翦兩花英解散，人民為他們的事蹟寫下《平寇記》。任滿後升為四川左布政使，隆武年間跟隨益王朱慈𤆃和陳泰來、李九華、熊士逵起兵，很快辭官歸里，寫下《長嘯山林》等十多種書，七十三歲時依然像孺子一樣地為父母哭泣。

## 引用
1. 1 2  錢海岳《南明史·卷八十一·列傳第五十七》：初，益王由本（慈𤆃）起兵建昌，泰來與胡維霖、李九華、熊士逵將從之，……維霖，字夢說。萬曆四十一年進士。歷營膳主事、員外郎，出為黃州順德知府、浙江右布政使。魏忠賢生祠建，不列名，罷。起福建左布政使，平浦城巨寇，調四川歸。
2. ↑  同治《新昌縣志·卷十六·人物志七》：胡維霖，字夢說，號檗山，縣治人，萬厯壬子舉人，癸丑進士。授工部屯田司主事，升營膳司員外郎，監修殿門，省費億萬計；出知湖廣黃州府，調順德府，升浙江杭嚴兵備副使。厯浙江右布政，請告歸里，起福建左布政分守建南道，時有百翦兩花英倡亂，維霖密授建陽令黃國琦方畧，詣賊寨諭散之，士民尸祝，勒有《平寇記》。秩滿升四川左布政，不赴解組歸，優游泉石，著有《長嘯山林》等集凡十餘種，公幼以孝聞，行年七十三猶作孺子泣云。